# Reial Acadèmia de Belles Arts de Sant Carles
La Reial Acadèmia de Belles Arts de Sant Carles és una institució cultural pública situada a València.

## Història
Els seus antecedents es troben a la petició al rei Ferran VI d'Espanya per part d'artistes valencians perquè es creés una Acadèmia. El rei va concedir el permís i es va crear l'Acadèmia de Santa Bàrbara en honor de l'esposa de Ferran VI, Bàrbara de Bragança, a la seu de la Universitat de València.
Amb la mort del monarca i les dificultats econòmiques, el centre va desaparèixer. Va ser més tard quan, reprenent la idea original, el rei Carles III atorga per Reial Cèdula el reconeixement de l'acadèmia el 14 de febrer de 1768, seguint el model de la Reial Acadèmia de Belles Arts de San Fernando dintre del corrent del període il·lustrat espanyol i seguint la tradició francesa. La denominació oficial va ser la de Reial Acadèmia de les Tres Nobles Arts de Sant Carles.
Des de 1909 es reconeixia que era un organisme artístic que responia a tres aspectes o fins fonamentals: 
- Acadèmic: Estudis d'erudició artística, informes i dictàmens pericials
- Didàctic: Ensenyament teòric i pràctica de les Belles Arts
- Educatiu: Creació del Museu de Pintura i Escultura.

El 1913, mitjançant un reial decret de 24 de juliol, el Museu queda deslligat oficialment de la tutela de l'acadèmia, a causa de l'espectacular creixement obtingut per la gran afluència d'estudiants i a causa de l'escassedat d'espai de la seva anterior ubicació l'estat va cedir l'any 1938 el Convent del Carme, desamortitzat, on es va seguir impartint la docència i va poder augmentar i realçar les seves col·leccions artístiques agrupades al museu de belles arts i museu d'antiguitats.
El 1942 es va decidir dedicar la ubicació del convent a l'Escola de Belles Arts traslladant el fons museístic i l'acadèmia a l'antic Convent de Sant Pius V, lloc on en l'actualitat comparteixen edifici.

## Estructura i serveis
Es regeix per uns estatuts i un reglament de règim interior. Els membres poden ser d'honor, de nombre, supernumeraris i corresponents.
L'Acadèmia consta de quatre seccions: 
- Arquitectura
- Escultura
- Pintura-gravat
- Música

La seva organització i funcionament estan regulats per decret del Govern del País Valencià des de 1989.
A la seva estructura, l'Alt Patronatge correspon al Rei d'Espanya i la Presidència d'Honor al que ho sigui de la Generalitat Valenciana.
Consta del servei de docència, arxiu i biblioteca, i és òrgan consultiu de la Generalitat Valenciana, a més de complir funcions de peritatge.